# حي عبد الله محسن (أبين)
حي عبد الله محسن هو أحد أحياء مدينة الحصن في محافظة أبين اليمنية. بلغ تعداد سكانه 5032 نسمة حسب التعداد السكاني في اليمن لعام 2004.